# Nebeldichtung
Der Begriff der Nebeldichtung (朦朧詩 / 朦胧诗,  Ménglóng Shī, englisch Misty Poets), oft übersetzt als Menglong-Lyrik, Obskure Lyrik oder hermetische Dichtung, kam in den späten 1970er-Jahren auf und prägte die Dichtkunst Chinas zwischen 1978 und etwa 1985.

## Geschichte und Hintergründe
Bis zum Ende der 1970er-Jahre waren die kulturellen Vorgaben, die 1942 von Mao Zedong  (chinesisch 毛泽东, Pinyin Máo Zédōng) in den sogenannten Yan’an-Gesprächen über Literatur und Kunst absolut verbindlich gewesen. Laut diesen Gesprächen sollten Schriftsteller und Künstler eine „Kulturarmee“ bilden, um die Massen zu erziehen und ihnen revolutionäre Werte vermitteln. Jegliche Kunst soll politisch sein, und es gibt kein L’art pour l’art. Nach diesen Vorgaben gestaltete sich die Dichtkunst relativ konform und realistisch, wie folgendes propagandistisches Beispiel zeigt:
The moon follows the earth,

The earth follows the sun,

Oil follows our steps,

And we shall always follow the Communist Party.
Um dem bürgerkriegsähnlichen Zustand gegen Ende der Kulturrevolution Herr zu werden, wurden viele aufs Land verschickt, unter dem Motto „Hinauf in die Berge und hinab aufs Land“ (chinesisch 上山下乡, Pinyin shàngshānxiàxiāng). Die Unzufriedenheit der Verschickten war groß, viele fühlten sich ohne sozio-kulturellen Halt deplatziert und desillusioniert, nachdem die Kulturrevolution, die „Zehn verlorenen Jahre“, über das Land hinweggefegt war. Obwohl es in der Kulturrevolution verboten war, Literatur und Kunst zu publizieren, zirkulierte eine umfangreiche Untergrund-Lyrik, die auch unter extremen Bedingungen verfasst worden war: Gu Cheng  (chinesisch 顾成, Pinyin Gù Chéng) sagt man nach, dass er seine Gedichte im Schweinekoben anfing zu schreiben; Bei Dao (chinesisch 北岛, Pinyin Běi Dǎo) schrieb seine ersten Stücke am Abend nach der Arbeit auf dem Bau. Erst mit dem Tod Mao Zedongs, der Inhaftierung der Viererbande sowie einer Öffnung dem Westen hin lockerten sich die kulturellen Vorgaben.
Eine Plattform für diese Gefühle und Gedichte bot die inoffizielle Zeitschrift „Heute“ (chinesisch 今天, Pinyin Jīntīan) bzw. „Today“, die von Bei Dao und Mang Ke (chinesisch 芒克, Pinyin Máng Kè) 1978 initiiert worden war. In der ersten Ausgabe erschien das wegweisende Gedicht „Die Antwort“ (chinesisch 回答, Pinyin huídá), das als Paradigma für die Obskure Lyrik angesehen werden kann. Die Zeile „Ich glaube nicht“ (chinesisch 我不相信, Pinyin wǒ bù xiāngxìn) ist hierbei fast schon zum Schlagwort dieser Zeit geworden.
Die Veröffentlichung weiterer Menglong-Gedichte initiierte sogleich eine jahrelange Diskussion über die Freiheit von Autor und Individuum und seiner Verpflichtung gegenüber Gesellschaft, Staat und Partei. Im Verlaufe der Diskussion wurde immer wieder versucht, die Menglong-Lyrik mittels Kampagnen zu unterdrücken. "Jintian" musste hierbei seine Tätigkeit 1980 einstellen, existiert jedoch online weiter.
Viele der Dichter, die u. a. in „Jintian“ ihre Gedichte publizierten, waren im wörtlichen Sinne Kinder der Kulturrevolution. Viele waren in den 1950er Jahren geboren, geprägt durch eine früh beendete Kindheit mit Einsetzen der Kulturrevolution, dadurch betrogen um Jugend und um Ausbildung betrogen. Diese Generation gilt auch als die „verlorene Generation“, die auch um ihre Werte und Traditionen gebracht worden war, erzogen im Sinne eines maoistischen Regimes.
Die erste große Kampagne, die der Menglong-Lyrik den Garaus zu machen versuchte, war die Kampagne gegen geistige Verschmutzung in China 1983–84, doch eine endgültige Zäsur war das Massaker auf dem Tianan’men-Platz am 4. Juni 1989. Die berühmtesten Dichter Bei Dao, Gu Cheng und Yang Lian weilten zu diesem Zeitpunkt im Ausland und waren durch die Ereignisse gezwungen, im Exil zu bleiben.

## Nebeldichtung, Obskure Lyrik
Schon mit dem Aufkommen des Begriffs gab es schon damals wenig Übereinkunft, was überhaupt als ein Menglong-Gedicht bezeichnet werden sollte, geschweige denn was für eine Form es haben sollte. Trotzdem lassen sich im Nachhinein gewisse Charakteristika feststellen: Zentral steht die Suche nach einem eigenen Selbst, nach der Individualität eines Menschen, die in den Massen der Kulturrevolution untergegangen war. Die standardisierte, kommunistische Lyrik verneinte ein individuelles Ich und betonte die Masse. Viele Menglong-Gedichte zeigen die Existenz eines einzelnen Ichs auf, eines Subjekts, und sprechen nicht von einer Masse. Eine weitere Gemeinsamkeit der Dichter jener Zeit eigen ist die oft mangelhafte Schulbildung aufgrund der Kulturrevolution, die mit nur limitiertem Zugriff auf traditionelle Bücher oder westliche Werke gewährte und so zum Rückgriff auf die Erfahrungen eines individuellen Ichs zwang. Zudem erlebten viele der Dichter, die mit ihren Eltern aufs Land verschickt wurden, ihre Kindheit in direktem Kontakt zur Natur, was sich oft auch in den Gedichten widerspiegelt, ja schon fast idealisiert wird: Wenn die Traditionen nicht mehr da sind, um darüber zu schreiben, werden die Natureindrücke wieder ins Zentrum gerückt.
Weitere verwendete Aspekte:
- Mehrdeutigkeit, Verschwommenheit gegen vormals Eindeutigkeit und Klarheit
- eine Ich-Stimme, Ausdruck einer eigenen Persönlichkeit kein „Wir“, keine „Massen“
- keine definitiv-ultimative Bedeutung eines Textes, die entschlüsselt werden kann
- Diversität
- oftmals Einbezug von Naturbildern und -beobachtungen
- Begehren nach künstlerischer Innovation
- „mehrstimmige“ Formen mit wandelbaren Bedeutungen
- Transformation und Offenheit
- kein „Wir“, kein Ich, das in der Masse verschwindet
- keine ideologisch leere Slogans

Das übergreifende Mittel aller Menglong-Gedichte ist, wie der Name Menglong (chinesisch 朦胧 oder 蒙胧, Pinyin ménglóng) schon bedeutet, die Obskurität, oder Mehrdeutigkeit und Unklarheit. Mit diesem rhetorischen Mittel war es möglich, sowohl Kritik an den herrschenden Zuständen zu üben als auch sich selber nicht in das Kreuzfeuer der Kritik zu werfen. Trotzdem reichte schon alleine dieses Mittel aus, um nach den ersten Veröffentlichungen in "Jintian" kritische Stimmen zu generieren:
Kritisiert wurden die Verwendung von Ambiguitäten und Individualismus, das Abweichen von der realistischen Tradition, die skeptisch-pessimistische Sicht gegenüber den angestrebten Modernisierungen und eine falsche Darstellung der Gesellschaft. Lyrik sollte dem Volk dienen, indem es politisch korrekt in Inhalt und Form sei sowie einfach zu verstehen, vor allem auch bezüglich der Bildersprache. Für solch konterrevolutionäres Schaffen wurde auch der wachsende Einfluss des Westens verantwortlich gemacht. Der größte Teil der Menglong-Lyrik bleibt jedoch in einem politischen Kontext verhaftet.

## Bei Dao: Schrei nach Individualität
Ronald Janssen betont, dass man in der Analyse von Bei Daos Werken nicht den Fehler begehen sollte, das lyrische Ich mit dem von Bei Dao zu ersetzen. Das lyrische Ich in seinen Gedichten äußert sich meist als „Wir“ oder im Sinne eines „Wir“. Dieses „Wir“ dient als moralische Instanz, um die Wahrheit zwischen Mensch und Gesellschaft, die Kulturrevolution und dessen Wesen aufzuarbeiten. Somit kann z. B. das „Ich“ (chinesisch 我, Pinyin wǒ) in „Die Antwort“ als ein kollektives Ich, ein „Wir, die Kulturrevolution-Geschädigten“, gelesen werden – was wiederum ironischerweise auf die Erziehung zu kollektivem Bewusstsein während der Mao-Ära verweisen kann.
In seinen Werken wird schon früh das zentrale Thema der Enteignung offensichtlich, dass der Mensch sich in einer Wissens-, Glaubens- und Ausdruckskrise befindet. Bei Dao sieht sich hierbei als immerwährender Fremder gegenüber der Welt und sich selbst. Dies mag sich darin auch zeigen, dass die Gedichte Bei Daos ein Gefühl vermitteln, als geschlossenes System von der Welt getrennt zu sein – sie sind nicht einer annähernden Interpretation verschlossen wie die Gu Chengs.
In der Entwicklung seiner Werke lassen sich zwei Richtungen feststellen, in die die Obskurität seiner Gedichte weist: Die erste ist die eher praktische Anwendung von Undeutlichkeit. Als Bei Dao anfing, seine Gedichte zu schreiben, arbeitete er auf dem Bau und schrieb seine Gedichte abends in der Baustellenhütte und im Verborgenen. In obskur-verschwommenen Bildern zu schreiben, war auch eine Art, der Zensur und der Konfiszierung seiner Werke zu entfliehen – nicht einmal literarische Experten konnten die Gedichte entschlüsseln bzw. den „Geheimcode“ von Bei Dao und seinen Mitdichtern herausfinden.
Aus einer philosophischen Sicht weigert sich Bei Dao mit seiner Obskurität, die objektive Realität, die er beim Verfassen seiner Gedichte vor Augen hatte, der Leserschaft preiszugeben. Eine solche Trennung zwischen einem Set von Bildern und deren Äquivalent in der realen Welt ist kennzeichnend für die Werke Bei Daos.

## Gu Cheng: Abstieg in den Abyss
Die frühe Lyrik Gu Chengs bewegt sich zwischen Vergangenheitsbewältigung und der Suche nach sich selbst. Er bringt in seiner Lyrik erstmals wie Bei Dao ein eigenständiges Selbst zu Wort. Seine Suche nach sich selbst und seiner Identität zeigt sich auch in seinen Experimenten mit Darstellungsformen und Ausdrucksmitteln, alles im Hintergrund einer fehlenden Schulausbildung. Im Verlauf seiner Werke rückt das Ich immer mehr in den Mittelpunkt; in den späteren Werken dominiert auch das Eindringen der Moderne in die ländlichen Gebiete Chinas. Gu Cheng zeichnet so ein Konfliktfeld Chinas zwischen Agrarstaat und Industrienation, was gerade heute noch von höchster Aktualität ist.
Markant ist auch, wie Peter Hoffmann im Querschnitt von Gu Chengs Werken aufzeigt, seine wachsende Selbstentfremdung. Diese ist nicht mehr nur Resultat eines durch die Kulturrevolution gewachsenen Misstrauen, sondern auch einer Fremdheit gegenüber sich selbst.

## Yang Lian: westliche Mittel für die eigenen Traditionen

### Kurzbiografie
Yang Lian (chinesisch 杨炼, Pinyin Yáng Liàn, * 22. Februar 1955 in Bern) wurde nach Abschluss der Mittelschule 1974 aufs Land verschickt. Nach seiner Rückkehr einige Jahre später schloss er sich 1979 der Zeitschrift "Jintian" an. 1980–83 begann er, im chinesischen Hinterland herumzureisen und sein Wissen über die ursprünglichen Orte chinesischer Zivilisation zu sammeln. Sein herausragendstes Gedicht aus dieser Zeit ist "Nuorilang" (chinesisch 诺日朗, Pinyin nuò rì lǎng). Es wurde in der „Kampagne gegen geistige Verschmutzung“ (1983/84) so heftig kritisiert, dass er in den Folgejahren in China nichts mehr publizieren konnte. Zum Zeitpunkt des Tiananmen-Massakers 1989 weilte er auch im Ausland, wurde aber seitdem von der Regierung zur persona non grata deklariert. Heute lebt er in London als freischaffender Künstler.

### Charakteristika
Zuerst schrieb Yang Lian noch viele klassische chinesische Gedichte, ab 1979 – auch durch die Begegnung mit den Dichtern der Zeitschrift "Today" – schrieb er nur noch moderne Lyrik.
In seinen Gedichten sucht er immer wieder die Auseinandersetzung mit den eigenen Traditionen, um seine künstlerische Identität zu finden, und verwendet nicht nur westliche Vorbilder. In dieser Auseinandersetzung muss Tradition jedoch nicht blindlings abgelehnt oder weitergeführt werden, sondern mit einem zweifelnden Geist neue Impulse erhalten, also eine Art „kreative Tradition“ (Beispiel: Nuorilang). Gleichzeitig ist diese Suche auch eine nach einer Tradition, die für ihn selbst Gültigkeit hat. Diese Suche und dieses Interesse an den traditionellen Wurzeln muss unbedingt auch im Spiegel der Zeit gesehen werden, da die Kulturrevolution den Chinesen jeglichen Traditionsgedanken absprach und zu zerstören suchte.
Ein weiterer zentraler Aspekt der Dichtkunst Yang Lians ist die Entwicklung eines eigenen Symbolsystems. In diesem Entwurf einer eigenen Symbolik liegt größtenteils Yang Lians Obskurität, was Sean Golden und John Minford mit denjenigen in den Gedichten von William Blake, Ezra Pounds und anderen vergleichen.
Ein weiteres großes Interessensgebiet sind für Yang Lian die westlichen Werke, die auch immer wieder seine Dichtung beeinflusst haben. So lässt sich sagen, dass Yang Lian westliche moderne Dichtertechniken verwendet, um die eigene traditionelle Kultur wieder zu entdecken und die für ihn wichtigen Aspekte herauszufiltern.